# Loulon
Loulon (en griego: Λοῦλον), en árabe Lu'lu'a (en árabe: لولوة‎) fue una fortaleza cercana al actual pueblo de Hasangazi en Turquía.
El sitio era de importancia estratégica al controlar la salida del norte de las Puertas Cilicias. En los siglos VIII y IX fue la frontera entre el Imperio bizantino y el califato musulmán y jugó un papel clave en las guerras árabo–bizantinas del periodo, cambiando de manos varios veces.

## Ubicación
El académico escocés W. M. Ramsay identificó la fortaleza como una posición a 300 metros de altura sobre el oeste de un cerro empinado cerca de Porsuk, en el valle del Çakit. Sin embargo, los estudiosos modernos la creen otra fortaleza a 2100 metros, sobre lo alto de un monte rocotos 13 km al norte de Porsuk, entre los pueblos modernos de Çanakçi y Gedelli. La identificación se basa en las ruinas de muros abarcando un área de 40 x 60 metros y rastros de barracas y cisternas en el área que se remontan a los siglos IX-XII, así como el contacto visual sobre Hasan Dağ, generalmente identificado como el monte Argaios, segundo en la línea de almenaras que enlazaba Loulon con la capital bizantina, Constantinopla.

## Historia
Loulon parece haber sido poblada originalmente por ciudadanos de la cercana Faustinópolis (originalmente Halala) y abandonada durante los ataques musulmanes iniciales sobre Asia Menor. Ramsay y otros autores supusieron que el nombre medieval «Loulon» reflejaba el nombre original de Faustinópolis, pero la historiografía reciente atribuye su origen al topónimo hitita «Lolas» que designaba la cordillera local.
Loulon fue uno de muchos fuertes en ambos lados de los montes Tauro y Antitauro, a lo largo de la frontera entre Bizancio y el Califato, pero fue de especial importancia durante las largas guerras árabo-bizantinas al controlar la salida norte de las Puertas Cilicias y la carretera principal que enlazaba la ciudad bizantina de Tiana con la de Tarso en Cilicia, ocupada por los árabes. Además, guardaba las minas del área, usadas para la acuñación de moneda y la producción de armas. Entre los escritores bizantinos, Loulon era particularmente famosa como extremo sur de una línea de nueve almenaras que discurría a través de Asia Menor y servía de línea de comunicación con la capital. El sistema fue ideado por León el Matemático bajo el emperador Teófilo (r. 829–842): dos relojes idénticos se instalaron en Loulon y el faro del Gran Palacio de Constantinopla y los mensajes se enviaban cada doce horas correspondiendo a un mensaje concreto. Las fuentes bizantinas muestran que Miguel III (r. 842–867) interrumpió el sistema sin motivo, aunque podría ser un invento de cronistas contrarios al emperador bajo la sucesora dinastía Macedónica. Los autores árabes llamaban a la fortaleza Lu'lu'a, pero también, según historiadores modernos, Hisn al-Saqaliba, la "Fortaleza de los Eslavos", posiblemente en referencia a una guarnición de tal origen —a menudo defectores del ejército bizantino—instalados allí por las califas.
Según los historiadores árabes, Loulon fue capturado por el califa abasí Harún al-Rashid (r. 785-809). La fecha en teoría fue 805, pero Ramsay nota que desde fechas tan tempranas como 782 —antes del reinado de Harun —los árabes habían sido capaces de cruzar las Puertas Cilicias por lo que es posible que la fortaleza ya hubiera sido capturada. La fortaleza fue recuperada por los bizantinos en algún momento después de 811, pero en septiembre de 832, su guarnición se rindió al califa al-Mamun (r. 813-833) después de un largo asedio. A finales de 859, el emperador Miguel III intentó sobornar a la guarnición, que no había recibido sus salarios del califa, para recuperar Loulon. Los soldados fueron receptivos pero cuándo el emperador envió a uno de sus agentes a tomar control en marzo de 860 fue tomado prisionero y entregado al califa. No fue hasta 878 con Basilio I el macedonio (r. 867-886), que Loulon fue retomado cuándo una vez más la guarnición estaba sin recibir sus soldadas por la corrupción del gobernador árabe de Tarso, Urkhuz. Desde entonces se mantuvo en manos bizantinas hasta que Asia Menor fue invadida por los turcos selyúcidas.
Entre 1216 y 1218, el sultán selyúcida Kaikaus capturó la ciudad de manos del reino armenio de Cilicia. Los selyúcidas ampliaron sus fortificaciones y la convirtieron en una estación importante de la carretera entre Sis y Kayseri. A causa de los ricos depósitos de plata de la región, la ciudad se convirtió en un ceca importante en la segunda mitad del siglo XIII. Tanto el sultanato del Rum como el Ilkanato acuñaron monedas de plata en la ciudad llamando a la ceca Lu'lu'a.
La fortaleza desempeñó un papel similar en los conflictos entre el Imperio otomano y los mamelucos de Egipto a finales del siglo XV, cuando la frontera entre los dos imperios discurría una vez más a lo largo de los montes Tauro. Lu'lu'a servía como puesto avanzado otomano y la fortaleza de Gülek como guarnición mameluca al otro lado de la frontera.